# Święta Petronela
Święta Petronela, również Petronela rzymska, wł. Santa Petronilla – żyjąca w I wieku rzymska męczennica, 
dziewica i święta Kościoła katolickiego.
Według legendy Petronela była córką św. Piotra Apostoła. Związane jest to z sąsiedztwem grobów Petroneli i Piotra, jak również z podobieństwem imion. Była jedną z męczennic wczesnochrześcijańskiego Rzymu. Pewnych informacji na jej temat brak, jednak w rzymskich katakumbach Domicylli znaleziono grób Petroneli. Według Passio świętych Nereusza i Achillesa (+304) Petronela zmarła śmiercią naturalną.
W 757 roku papież Paweł I polecił przenieść jej relikwie do bazyliki św. Piotra, w związku z wyborem męczennicy przez Pepina Małego na osobistą patronkę. Mauzoleum, w którym przechowywano relikwie Petroneli, przekształciło się później w kaplicę królewską Franków.
Jest czczona jako patronka Rzymu, pielgrzymów i podróżnych. Jest również wzywana w przypadku gorączki.
Jej wspomnienie liturgiczne obchodzone jest 31 maja.
W ikonografii św. Petronela jest zwykle przedstawiana w postawie modlitewnej w koronie męczenników na skroniach i z gałązką palmową, czasem też z delfinem, miotłą, albo kluczem. To ostatnie ujęcie można oglądać na XV-wiecznym malowidle ściennym w kolegiacie w Sankt Goar. Obraz Sano di Pietro (+1481), znajdujący się w muzeum Palazzo Pubblico w Sienie, przedstawia uzdrowienie Petroneli przez św. Piotra z gorączki (to także jest nawiązanie do legendy).